# Adam Afzelius (historiker)
 Der er flere personer med dette navn, se Adam Afzelius.
Adam Gustaf Afzelius (20. april 1905 i København – 18. februar 1957 i Cori ved Rom) var en dansk historiker.
Adam Afzelius blev student i 1923 fra Frederiksborg Statsskole og cand.mag. i historie og latin i 1929 fra Københavns Universitet.
Afzelius blev dr.phil. i 1935 med disputatsen Den romerske nobilitets omfang. I foråret 1936 blev han undervisningsassistent ved Aarhus Universitet, hvor hans arbejdsindsats skulle deles mellem klassisk filologi og historie. 1. februar 1939 blev han docent i historie samme sted, og 1946 blev han professor. Professoratet blev i 1949 mere specifikt et professorat i oldtidens historie og samtidig blev Afzelius leder af Institut for Oldtids- og Middelalderforskning på universitetet. 1956–1957 var han den første direktør for Det danske institut i Rom.